# Naxa hugeli
Naxa hugeli là một loài bướm đêm trong họ Geometridae.